# Odmori se, zaslužio si
Odmori se, zaslužio si är en kroatisk humoristisk TV-serie regisserad av Goran och Snježana Tribuson, och som sändes i tre säsonger 2006, 2008 och 2010.

## Handling
Familjen Kosmički är en familj som bor i en villa i en förort i Zagreb. Marko Kosmički är husfar som helst vill vara ifred och ogillar besök av folk. Ruža Kosmički är den som sköter huset, lagar maten och ser till att allt är bra. Tillsammans har de tre vuxna barn. Det äldsta, sonen, Dudo Kosmički, har inget arbete utan han håller skumma affärer med sina kompisar Berti och Dida. Den yngre sonen, Neno Kosmički, arbetar som programledare för barnprogram. Han har en fruktansvärd fobi för bakterier och sjukdomar. Det yngsta barnet, Biba Kosmički, studerar på olika högskolor. Markos önskan är att barnen en dag skall försvinna från huset så att han kan vara ifred, men samtidigt ryser han av tanken att barnen skall klara sig själva. Som grannar har de Marijan och Melita Bajs, som Marko retar sig på, då de har en egen köttbutik. 
I serien:
- Marko Kosmički - Ivo Gregurević
- Ruža Kosmički - Vera Zima
- Dudo Kosmički - Goran Navojec
- Neno Kosmički - Igor Mešin
- Biba Kosmički - Dora Fišter-Toš
- Marijan Bajs - Ante Čedo
- Melita Bajs - Ksenija
- Dida - Predrag Vušović
- Berti - Zoran Čubrilo